# Oblast de Carcóvia
Carcóvia ou Carquive (ucraniano: Харків; Kharkiv) é uma região (oblast) da Ucrânia, sua capital é a cidade de Carcóvia.
O Oblast de Kharkiv tem uma economia baseada principalmente na indústria, incluindo engenharia, metalurgia, manufatura, produção de produtos químicos e processamento de alimentos. A região também é importante para agricultura, com 19 000 km² de terra arável (ou 5,9% de toda a região arável da Ucrânia). A produção agrícola cresceu substancialmente em 2015.